# Kademangan (Probolinggo)
Kademangan is een bestuurslaag in het regentschap Probolinggo van de provincie Oost-Java, Indonesië. Kademangan telt 7424 inwoners (volkstelling 2010).